# 路彦铢
路彦铢（？—？），五代十国时期吴越国将领，官至上直都指挥使。
后周攻打南唐，显德三年（956年）二月，命吴越国响应。吴越王钱弘俶遣上直都指挥使路彦铢围攻宣州，丞相吴程督衢州刺史鲍修让、中直都指挥使罗晟攻打常州。因先前南唐宣州巡检使柴克宏修缮城防，路彦铢攻城不克。三月，南唐右武卫将军柴克宏大破吴程，路彦铢闻讯也撤军。
显德五年（958年）二月，吴越遣上直都指挥使、处州刺史邵可迁、秀州刺史路彦铢以战舰四百艘、士卒万七千人屯通州南岸与后周军会合，三月奏知后周。